# ヴァレンヌ事件

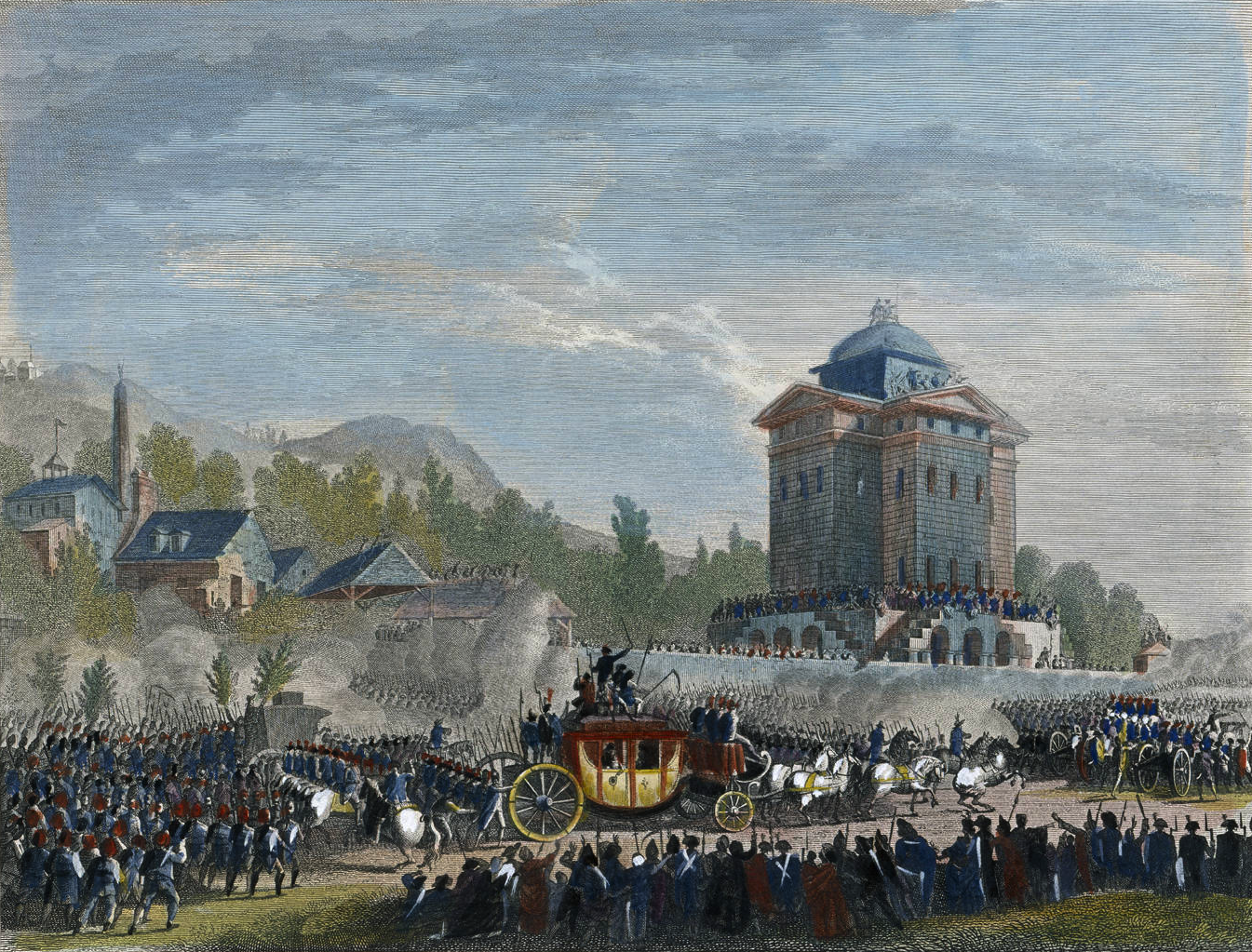
ヴァレンヌからパリへ連れ戻される国王一家（1791年6月25日）

ヴァレンヌ事件（ヴァレンヌじけん、仏: La fuite à Varennes）またはヴァレンヌ国王一家逃亡事件、ヴァレンヌ逃亡、ヴァレンヌ逃亡事件とは、フランス革命時の1791年6月20日夜に、フランス国王ルイ16世と王妃マリー・アントワネットの一家がオーストリアへの逃亡を図り、東部国境に近いヴァレンヌで発見されパリへと戻された事件。西洋史学者の山上正太郎はこれについて「王権の反革命性を暴露した自滅行為であり、国民の王家への不信や共和主義を高める結果となった」と述べている。
山上が言うには、国王一家はフランス内外の反革命勢力の計画に従っていた。一家の予定は、パリを脱出して北東国境付近に待機中の国王軍から庇護を受け、オーストリアに依存しつつ反革命を行うことだった。6月20日深夜、変装した一行は大型馬車で王宮を脱出したが、失敗と油断が重なりヴァレンヌで捕らわれ、25日にパリへ送還された。

## 背景

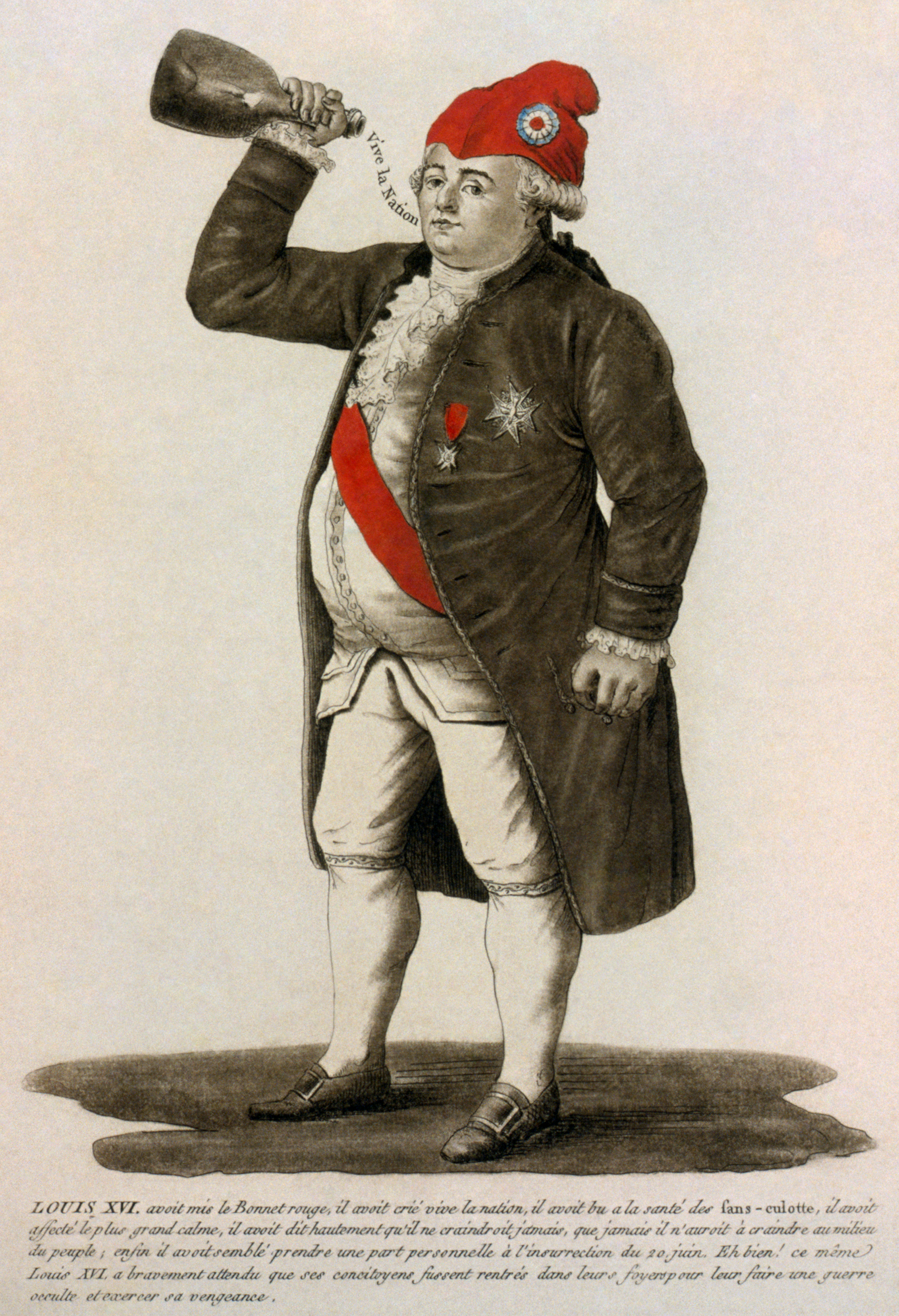
革命を強要されるルイ16世の風刺画

フランス革命の先行きを憂慮していた開明派貴族たち、特に立憲王政派のミラボーは、国王がパリを脱出し、急進的なパリ民衆の影響下にある国民議会を解散して、地方の支持を背景にして国王の直接統治を行うべきであると進言していたが、ルイ16世本人が「王たるものは国民から逃げ出すものではない」として頑として反対し、実現しないでいた。これには十月行進以来、国王がその守護者となることを誓ったラファイエットに信頼を寄せていたことも一因で、彼はミラボーの政敵であった。しかし革命の進展とともにラファイエットの権力は日増しに弱まり、約束が反故にされ、改革によって様々な権限が奪われていくことに国王は不満を強めていった。
1790年10月20日、大臣非難決議と新大臣任命に関するラファイエットの表裏ある態度に、ルイ16世は激怒し、憲法に規定された自由任免権すら侵されたとして彼を見限って、思い切って反革命に転じることにした。国王はすぐに王党派であるパミエル・ダグー司教とルイ・オーギュスト・ル・トノリエ・ド・ブルトゥイユ男爵を呼び寄せ、王の代理として諸外国と交渉する全権を密かに与えた。12月27日、聖職者に革命の諸法への宣誓を強制する法律に署名を強いられた際には、不本意な国王は「こんな有様でフランス王として残るなら、メッス市の王になったほうがましだ。だが、もうじきこれも終わる」と述べ、何らかの計画があることを暗に漏らした。
ルイ16世は、王弟アルトワ伯や亡命貴族が行っていた地方での反乱蜂起の扇動などには賛成せず、彼らの愚かさを非難したが、一方で、ブルトゥイユ男爵が必死に諸外国を説得に回り、結成を目指していた神聖王政連盟に対しては密かに期待していた。しかし具体的に支援を約束したのは王権神授説を信じるスウェーデン王グスタフ3世だけで、イギリスは植民地の譲渡などを条件に中立を約束したが、ローマ教皇の宗教上の支援はあまり効果がなかった。特に痛手であったのは、王妃マリー・アントワネットの実兄である神聖ローマ皇帝レオポルト2世が、ポーランドやオスマン帝国の情勢を鑑みて、計画に懐疑的態度を取ったことであった。彼は口実をつけて交渉を引き延ばし、これにより無為に8か月間が経過したため、その途中12月にはマラーの「人民の友」紙などのパリの革命派新聞が国王側の不穏な陰謀の気配を嗅ぎつけてしまい、1791年1月30日には軍人・政治家エドモン・ルイ・アレクシス・デュボワ＝クランセ（Edmond Louis Alexis Dubois-Crancé）が国王の計画をジャコバン派に暴露してしまった。
国王が逃亡するという噂は、計画が事実であっただけに、深刻なものであった。議会は国境の警備を強化して、王族の監視も強化した。しかしルイ16世は、反カトリック的な法律ができたこともあるが、挑発するかのように、先だって叔母にあたるアデライード王女（修道女）とヴィクトワール王女を出国させ、ローマに行かせた。2王女の出国事件はすぐに問題となり、彼女たちは途中で2度も捕まった。これはちょうど亡命禁止法を議会で審議していた時期の出来事であったが、ミラボーの人権を擁護する主張により、この法案は退けられ、議会は特別命令を出して出国を許した。しかし一方で議会は「王の逃亡は退位とみなす」と宣言して警告し、王妃が駐仏オーストリア大使フロリモン＝クロード・ド・メルシー＝アルジャントー伯爵と交わしていた書簡を調査してその不穏当な内容を問題視し、摂政職から女性を排除する法案を可決させた。
1791年4月2日、ミラボーが急死。ミラボーはルイ16世が信頼していた唯一の人物であったこともあり、ますます面従腹背の態度を強め、後任者に対しては誰にも腹の中は見せず、それに伴い王妃の国王に対する発言力が増していった。三頭派やバルナーヴがブルジョワ的政策を進めて、議会と民衆との軋轢が顕著になると、国王は反革命のチャンスであると思ったが、レオポルド2世との交渉は全く進んでいなかった。ところが、4月18日に事件が起こった。この日、国王一家は復活祭のミサを行うためにサン＝クルー宮殿へ行幸しようとしたが、民衆はこれを国王が逃亡するものと思いこんで、テュイルリー宮殿の門を人垣で塞いで馬車の行く手を妨害した。ラファイエットは群衆を解散させることができずに、国王一家を守るべき国民衛兵隊も、行幸が中止と発表されるまで妨害を止めなかった。マリー・アントワネットは「これで私たちが自由でないことは認めざるを得ないでしょう」と言い、国王一家は自分たちが実際には囚人であることを確認した。最初は乗り気でなかったルイ16世も真剣に脱出計画に耳を傾けるようになった。

## 計画

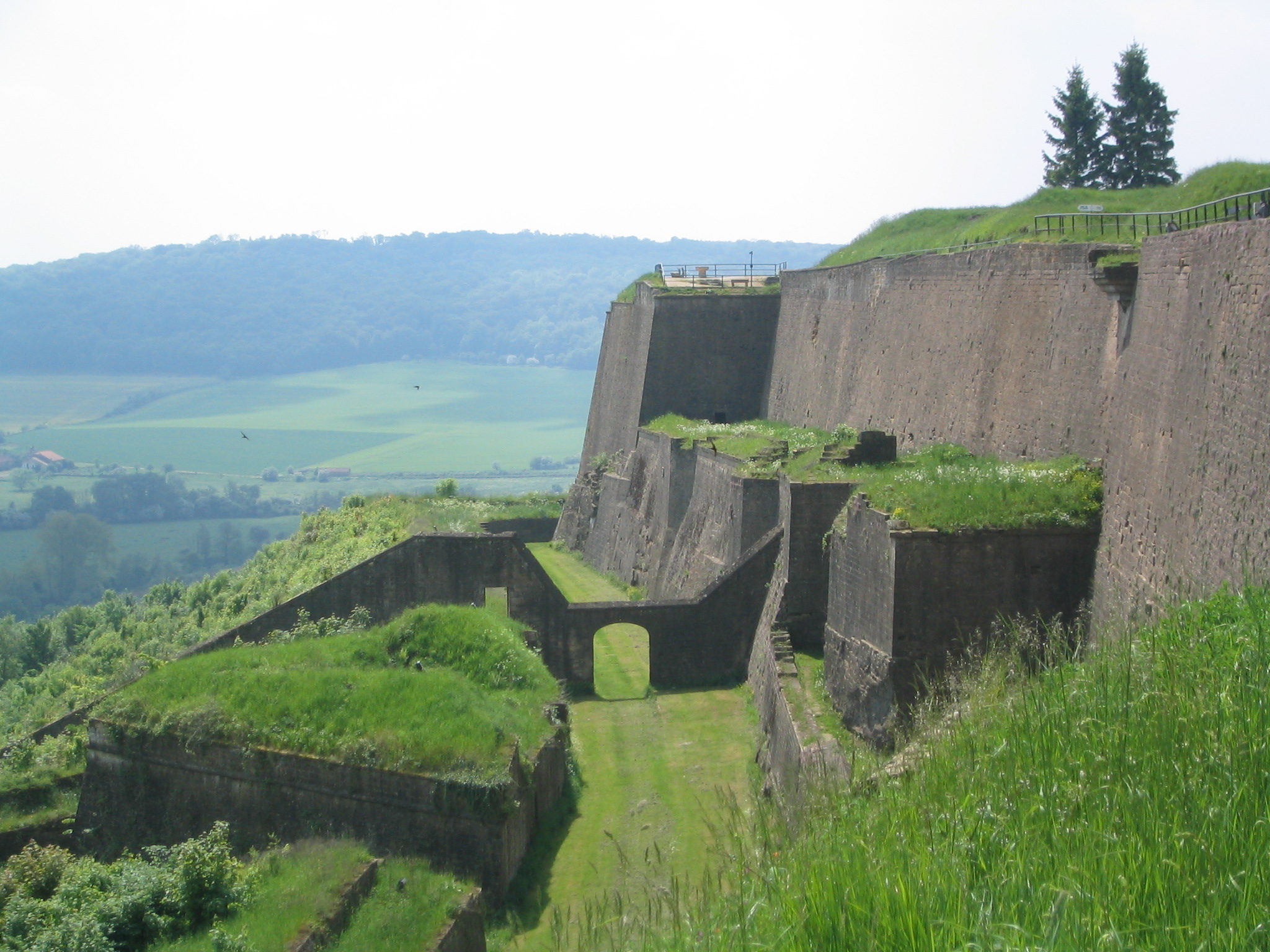
目的地モンメディ要塞の遺構。小さいがヴォーバン式の稜堡城郭であった

計画に積極的だったのは国王に強い影響力を持っていた王妃マリー・アントワネットであった。彼女は実家であるオーストリアへ亡命することを企てていた。当時はフランス国外へ亡命する貴族はまだ多く、亡命そのものを罰する法もなかったことから、変装によってそれにみせかけることは可能であった。王妃はメルシー大使を介して秘密書簡で本国と連絡を取り、亡命が成功した暁には、実家はもとより血族のいる諸外国の武力による手助けを得て、フランス革命を鎮圧しようと夢見ていたようである。しかし当のレオポルド2世は、ルイ16世が申し出た1500万リーブルの借款を断り、渋々軍隊を送る条件として、国王一家がパリを脱出した後に憲法を否定する声明文を発しなければならないとした。このためルイ16世は「パリ逃亡の際の国王の宣言」を作成して、成功したら発表する予定であった。これはパリ脱出の経緯を説明するもので、国民議会の憲法違反を非難する内容だった。逃走の資金は銀行家から借金することになった。
王妃マリー・アントワネットの主導のもとに計画が立てられたことで、いくつもの問題が生じることになった。まず計画の中心人物が、王妃の愛人とも噂されたあのスウェーデン貴族フェルセンとなった。彼に協力するのはショワズール竜騎兵大佐 (Claude Antoine Gabriel, duc de Choiseul-Stainville) と王室技師ゴグラーという、国王と王妃に忠誠を誓った個人で、数名の近衛士官を除けば、国内で活動していた王党派との連携はほぼ皆無であった。国境地帯の軍を預かっていたブイエ侯爵は重要な役割を果たすこととなったが、このような問題に外国人が関与することに当初より強い懸念を示した。フェルセンはルイ16世の臣下ですらなかったからである。しかしフェルセンは王妃の信頼に応えようと、国王一家の逃亡費用として、2004年当時の日本円に換算して総額120億円以上を出資したというほど、献身的であった。フェルセンは別の愛人のエレオノール・シュリヴァンにこの資金の一部を用立ててもらい、さらに2頭立て馬車や旅券を手配したが、これらは彼女の助力の賜だった。ところが一方で、マリー・アントワネットの無理な主張にも振り回され、馬車は8頭立てのベルリン型の大型四輪馬車の新品とすることになって、内装を特注にし、さらに美しい服などを新調したことなどにより、脱出は当初の予定より1か月以上も遅れることになった。
また王妃の主張する亡命というアイデア自体も難があった。実行役となるブイエ侯爵は、反逆罪に問われる可能性が高かったことから、国王の署名入りの命令書を求めるなど抵抗した。ルイ16世も国外への逃亡という不名誉を恐れ、計画の変更を求めて、ルートをフランス領内のみを通過するものに変えた。しかしこれはブイエが最初に提案した旅程よりも危険なものになった。最終的な目的地は、フランス側の国境の町であるモンメディ (Montmédy) の要塞に決まった。ここに国外の亡命貴族軍を呼び寄せて合流する予定であった。つまり実際には亡命ではなかったのである。オーストリア領ネーデルラント（今のベルギー・ルクセンブルク）国境に集結していたオーストリア軍の協力をあてにはしていたが、国王はあくまでも国内に留まる決意だった。
計画は6月19日に決行される予定であったが、直前までマリー・アントワネットに振り回された。何もかも準備は整っていたのに、彼女が革命派と考えていた小間使いが非番となる翌日まで1日延期されることになったのである。他方、ブイエは街道に配下の竜騎兵および猟騎兵部隊を配置して警護させようと考え、準備していたが、彼らは王党派というわけではなかったので兵士たちには任務の内容は知らせなかった。指揮官のショワズールは、ただでさえ秘密の保持に苦慮するところであったが、このように予定が突然変更になって部隊は右往左往することを強いられ、計画は実行前からズタズタになっていた。

## 実行と失敗

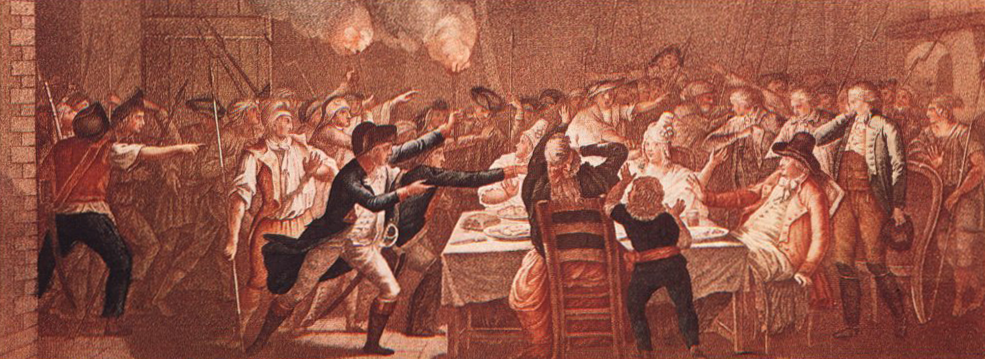
『ルイ・カペーの逮捕』 ジャン＝ルイ・プリュール作（1804年）

1791年6月20日（月曜）の深夜、ルイ16世と王妃、王子と王女は、それぞれ変装してばらばらに分かれてテュイルリー宮殿を抜けだした。予定では午前0時の出発のはずだったが、国王の監視役であったラファイエットの予定外の長居によって、結局、国王が宮殿を出たのは午前1時を過ぎていた。一行は、ロシア貴族のコルフ侯爵夫人に成りすまして、近衛士官マルデンの手引きで、幌付き2頭立ての馬車に乗って誰にも止められることなく宮殿を出ていった。王子と王女は仮面舞踏会にいくと言い含められていたので驚いたようである。一方、護衛を務めるショワズールとゴグラーは、この10時間前に猟騎兵を連れてすでにパリを出ていた。
旅券には書かれた一行の人数は6人で、コルフ侯爵夫人の役には王子たちの保母であったトゥルゼール公爵夫人 (Louise-Elisabeth de Croÿ de Tourzel) がなり、その子供には王太子ルイ＝シャルルと王女マリー・テレーズが、旅行介添人が王妹エリザベート、デュランという名前の従僕にルイ16世が、マダム・ロッシュという名前の侍女にマリー・アントワネットが扮していた。馬車の御者は変装したフェルセンであった。まずクリシー街（現パリ9区クリシー通り27番地付近）のシュリヴァン夫人の邸宅に着くと、ここで用意していた大型の豪華なベルリン馬車に乗り換えた。さらに2人の従者が車後に乗った。フェルセンは自ら手綱を操って、回り道しながら2台の馬車は北に向かった。すでに午前2時半を過ぎていた。
翌21日の午前6時に侍女たちが国王一家の不在に気付いて通報したので、彼らには4時間の猶予もなかった。急を知ったラファイエットは、国民議会と市役所に大砲を3発放たせて警報を発し、パリに厳戒態勢をしいた。捜索隊がすぐに組織された。怒った民衆はすぐに宮殿になだれ込んで、ルイ16世の胸像を叩き壊し、早くも退位を要求するなどいきり立っていた。大砲の音は逃走中の馬車の中の国王の耳にも聞こえたので、彼は何通か遺書を書いたが、しばらくすると追っ手はついて来ていないことがわかり、緊張が解けた安堵から気が抜けていった。パリ郊外のボンディまで来て、ルイ16世はこれ以上はフェルセンは随行するなと命じた。外国人に先導されることも、王妃と親しすぎる人物を連れて行くこともできなかったからである。彼は王妃に別れを告げて去った。
その頃、ショワズールは、40名の猟騎兵とともにシャロンの町の近くのポン・ド・ソルヴェールの橋でずっと待っていたが、待てども待てども国王の馬車は到着しなかった。何事かと訝る住民の目に晒されて、だんだん不安になったショワズールは、部隊を分散させ、街道から隠すことにした。国王の馬車は、銀食器やワイン8樽、調理用暖炉2台など嗜好品や調度品をたっぷり載せ、ゆっくりとした速度で進んでいた。国王一行がシャロンに到着したのは午後4時だった。扮装した国王一行は安心しきっており、ここで優雅に食事をして、豪華な馬車と荷物を人々に見せびらかせて悠々と去っていった。すぐに町中に王室一家が通過したという噂が広まった。ポン・ド・ソルヴェールで国王は最初の護衛に会えると思っていたが、ショワズールの愚かな判断によって行き違いになった。次のサント＝ムヌーの町でも別の竜騎兵部隊が待っている予定であったので、国王はさらに2時間進んでこちらと遭遇することを期待した。

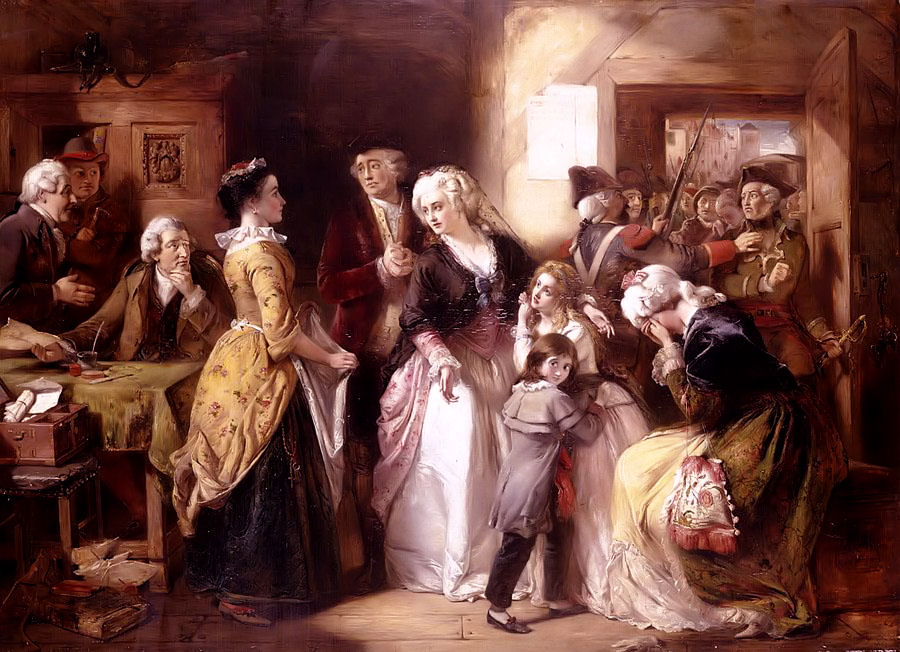
捕まって悲嘆に暮れる王妃

しかしサント＝ムヌーでも、不審な部隊を警戒した地元の国民衛兵隊300名が武装して集まってきたので、衝突を恐れた指揮官のダンドワン大尉は解散を命じて、竜騎兵たちの多くは市民と一緒に酔っぱらっていた。よってここでも国王は護衛とは合流できなかった。しかしダンドワン大尉は何とか国王の馬車を見つけ、彼は近寄って会釈した。ところが運悪く、それを夕涼みに出ていた宿駅長のジャン＝バティスト・ドルーエ (Jean-Baptiste Drouet) が見ていた。彼は大尉や竜騎兵たちが馬車の中の従僕や侍女に恭しく挨拶するのを怪訝に思った。そこにシャロンから王室一家が通過したという噂が流れてきたので、ハッとしたドルーエは地区役所に走って、書記からアッシニア紙幣を受け取って印刷された肖像を見てみると、まさにさっきの一行の中にいたのがルイ16世であった。彼らは馬に乗って馬車を急いで追いかけ、間道を抜けて先回りした。
クレルモン・エン・アルゴンヌの町で国王はようやく護衛の竜騎兵部隊と合流できたが、国王の逃亡はすでにこの町ではニュースになって騒ぎになっていた。町の当局者は、一行を怪しんだものの、コルフ侯爵夫人の旅券をもつ国王の馬車を止める権限がなかったので、行かせることにした。しかし明らかに不審な部隊の随行は禁止した。再び護衛と引き離された国王の馬車がヴァレンヌに到着した時、ドルーエらは先に到着して、大勢の群衆と共に待ち構えていた。
ヴァレンヌの町では、ブイエの息子（Louis Joseph Amour de Bouillé）ら2人の連絡将校が待っているはずだったが、彼らは待ちくたびれて寝込んでいた。橋の向こうでは、馬車の替え馬が準備されていた。ここで馬を替えればモンメディまでは僅かな距離であった。ドルーエは警鐘を鳴らし、（彼にはそんな権限はなかったが）何としても亡命を阻止すべく、すでに橋にバリケードを作って封鎖していた。騒ぎに目を覚ましたブイエの息子は発覚したと思って逃げ出した。ドルーエに「引き留めないと反逆罪だぞ」と脅されていた町長は、旅券をチェックして「よろしい」と許可を与えたが、もう旅を続けるには遅いから一休みしていかれてはどうかと勧めた。馬車を群衆に包囲され身動きがとれなかったので、しばらくすればブイエかショワズールの部隊が助けに来るのではないかと期待した国王は、この招待を受けることにした。24時間の逃避行で彼らも疲れていた。「ソース」という名前の食料品店の2階に部屋が設けられ、簡易ベッドと粗末な食事が出された。
夜半になって、ショワズールが猟騎兵を連れて息を切らせて到着し、彼らは群衆をかき分けて食料品店の2階に駆け上がってきた。すぐに血路を開いて脱出しようというが、外には数万の群衆が集まっており、中には武装した国民衛兵隊もいた。大半は只の野次馬だったが、国王に敵愾心を持つ者がどれほどいるかの判断も付かず、女子供を連れて強行突破は難しいと逡巡している間に朝がきた。

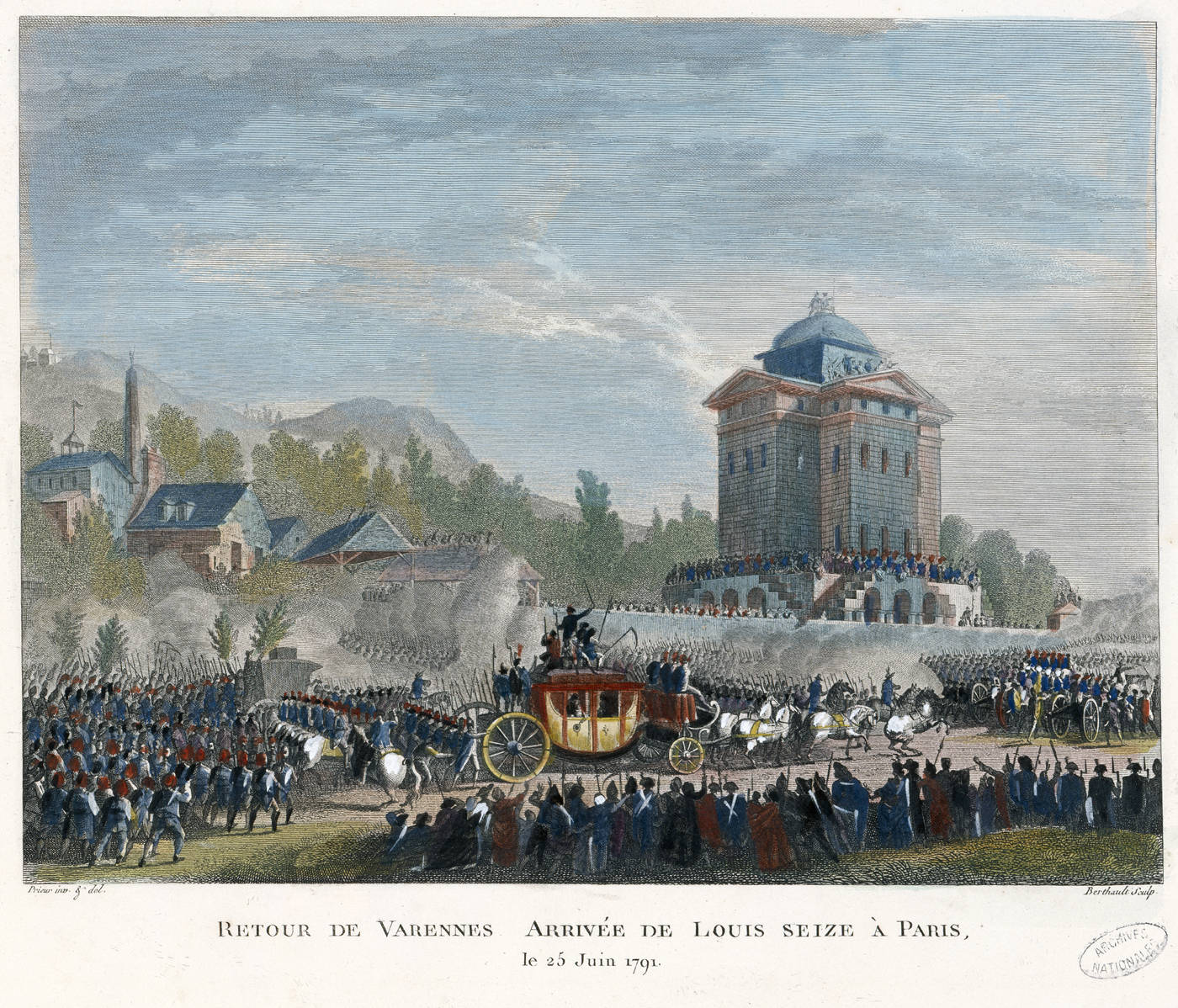
パリへ連れ戻されたルイ16世一家

6月22日、国民議会の使者ロメーフが国王一家を拘留せよとの命令を持って現れた。ここですべてが露見したが、ルイ16世はさらに時間稼ぎをしてブイエが救援するのを待とうと試みた。国王は疲れているのでパリに立つまで2、3時間の休息が欲しいと言った。ロメーフはラファイエットの副官で、内心では王党派であったのでこれを受け入れた。しかしもう一人の使者のバイヨンが拒否し、「パリへ、パリへ」と群衆を煽った。群衆の怒声と熱気に恐れをなした町長や町議員、商店主が出立を懇願するので、国王もついに観念し、車中の人となった。マリー・アントワネットは屈辱に唇を噛みしめていた。その僅か半時後、ブイエ侯爵は部隊をつれてヴァレンヌの町の手前まで来て、国王がすでに屈服したと知らされた。彼はそのまま踵を返して道を引き返し、国境を越えて亡命した。
一方で、同じ日に逃亡した王弟のプロヴァンス伯爵夫妻は、同じ頃には無事にオーストリア領ネーデルラントに到達していた。プロヴァンス伯は、6月20日の夜に兄ルイ16世に会ったのが、今生の別れとなった。彼は2年後の兄の死と前述の王妃を摂政職から排除する法律によって、自動的にフランスの摂政となる。
6月25日夕方7時、国王一家はテュイルリー宮殿に連れ戻された。議会を代表する護衛としてバルナーヴ、ペティヨン、モブールの3議員が途中で加わっていた。道中の各地に「国王に礼を尽くすものは撲殺。国王に非難を加えるものは縛り首」との警告ビラが貼られ、パリは国王一家を沈黙で持って迎えた。以後の国王は「民衆にとっては裏切り者、革命にとっては玩具」となってしまった。

## 影響

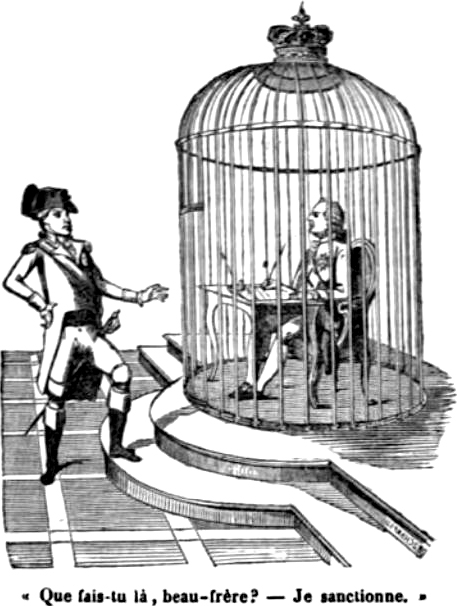
1792年の風刺画、レオポルド2世が「義弟よ、署名するのか?」と鳥籠に捕らわれたルイ16世に問いかける。

この事件はフランス国民に多大な衝撃を与えた。国王が外国の軍隊の先頭に立って攻めてくる気であったという事実は、立憲君主制の前提を根底から揺るがす大問題だった。ルイ16世は革命の敵、反革命側なのであり、それどころか国家の敵ですらあり、フランス人の王としての国民の信頼感は著しく傷つけられた。それまでは国王擁護の立場をとっていた国民が比較的多数を占めていたが、以後、多くは左派になびいて革命はますます急進化した。窮したラメットやバルナーヴは、国王は何ものかによって誘拐されたのだとする陰謀説をでっち上げた。彼らは立憲君主制を成立させるために、ブイエを首謀者とした陰謀説を強弁し、ルイ16世は被害者であったという話をねつ造した。このウソはバルナーヴの雄弁によってある程度は成功し、フランス革命は立憲君主制と立法議会の成立というところまで漕ぎついた。
しかし、この公然の嘘に対して、左派は激しく反発。革命はもはや1789年の理想の範疇ではおさまらなかった。シャン・ド・マルスの誓願は、ラファイエットの国民衛兵隊の発砲により流血沙汰となり、共和主義宣伝の機会を与えた。ジャコバン派は分裂し、フイヤン派が脱退する事態となった。フイヤン派は何とか君主制と革命とを両立させようとその後も苦心するが、国王ルイ16世とマリー・アントワネットが外国軍による解放という考えを捨てなかったこともあって、結局は、共和政（フランス第一共和政）の樹立の方向に革命が進むのを止められなかった。
一方、脱出を手引きしたフェルセンの主君スウェーデン王グスタフ3世は、ドイツのアーヘンにてフェルセンからの報告を待ちわびていたが、結局、脱出成功の報を聞くことはなかった。逆に国王一家逮捕の知らせが届いたため、グスタフ3世は直ちに亡命フランス貴族と計り、「反革命十字軍」を組織する計画を立てた。10月1日にはロシア帝国とも軍事同盟を締結したが、最終的にはグスタフ3世の暗殺などで実現することはなかった。グスタフ3世の行動はかなり極端ではあったが、後の対仏大同盟の先鞭となったといえなくもない。

また別に、1791年8月27日には、すでに亡命に成功していたアルトワ伯が、神聖ローマ皇帝レオポルト2世とプロイセン王フリードリヒ・ヴィルヘルム2世を仲介し「ピルニッツ宣言」を行った。この「必要な武力を用いて直ちに行動を起こす」という内容の宣言は、革命派には脅迫と受け取られて、実のところ国王一家の立場をより悪くしただけではあったが、フランス革命戦争への号砲となったと言える。というのも、革命派は脅迫を受けて引き下がるどころか、逆にいきり立って戦いを望んだからである。彼らはついには国王の断罪を求めるようになっていくため、ヴァレンヌ事件はブルボン王政の終焉を告げるきっかけともなった。